# OKEANOS
태양계 외부 탐사와 천문학을 위한 대형 키트크래프트(Outsized Kite-craft for Exploration and Astronautics in the Outer Solar System), 약칭 OKEANOS는 목성 트로이군을 탐사하는 JAXA의 탐사선이다. 우주범선 기술을 사용해 추진하며, 목적은 목성 트로이군의 사진을 촬영하고 구성 성분을 분석한 뒤 지구로 샘플을 보내는 것이다. 특이사항으로는 장기 프로젝트로, 2026년 발사되어 2050년대 귀환한다.

## 역사와 제작배경
2010년에 들어가자, 여러 소행성 탐사선이 계획되고, 세계 여러 나라가 소행성 탐사에 열을 올렸다. 이에 일본도 하야부사와 2호를 발사하였다. 그리고 하야부사 1, 2호 이후의 차기작으로 OKEANOS가 설계되었다.

## 과학장비
질량 분석기, 카메라, 자력기 정도만 알려졌다. 자세한 과학장비 설명이나 설계도는 미공개 상태이다.

## 발사
2026년 발사되어 2050년대 귀환한다.

## 지원, 개발 투자
- JAXA
- ISAS
- DLR

## 같이 보기
- 루시 (우주선)